# Напутново
Напутново — деревня в Петушинском районе Владимирской области России, входит в состав Пекшинского сельского поселения.

## География
Деревня расположена на берегу реки Пекша в 11 км на юг от центра поселения деревни Пекша, в 18 км на восток от райцентра города Петушки, в 6 км на юго-восток от города Костерёво.

## История
В 1843 году Дмитрий Иванович Басаргин владел третью сельца Михейцева и третью деревни Напутной, которые после даны брату его Алексею, также владел различными пустошами Владимирского уезда в Жегаловской волости, которые даны детям его: Семену и Дмитрию.
В XIX — начале XX века входила в состав Липенской волость Покровского уезда Владимирской губернии, с 1921 года — в составе Орехово-Зуевского уезда Московской губернии. В 1859 году в деревне числилось 40 дворов, в 1905 году — 48 дворов, в 1926 году — 90 дворов.
С 1929 года деревня являлась центром Напутновского сельсовета Петушинского района Московской области, с 1936 года — в составе Аббакумовского сельсовета, с 1944 года — в составе Владимирской области, с 1949 года — в составе Липенского сельсовета, с 2005 года — в составе Пекшинского сельского поселения.

## Население
| 1859 | 1905 | 1926 | 2002 | 2010 | 2021 |
| ---- | ---- | ---- | ---- | ---- | ---- |
| 232  | ↗348 | ↗429 | ↘18  | ↗26  | ↘14  |